# Екзорсизмът
„Екзорсизмът“ (на английски: The Exorcism) е американски свръхестествен филм на ужасите от 2024 г. на режисьора Джошуа Джон Милър, който е съсценарист с Ем Ей Фортин. Във филма участват Ръсел Кроу, Райън Симпкинс, Сам Уъртингтън, Клои Бейли, Адам Голдбърг, Адриан Пасдар и Дейвид Хайд Пиърс. Премиерата на филма излиза по кината в Съединените щати на 21 юни 2024 г., както и в България, разпространен от „Александра Филмс“.

## Актьорски състав
- Ръсел Кроу – Антъни Милър
- Сам Уъртингтън – Джо
- Райън Симпкинс – Лий Милър
- Клои Бейли – Блейк Холоуей
- Дейвид Хайд Пиърс – Отец Конър
- Марсени Линет – Моника
- Трейси Бонър – Реджина
- Саманта Матис – Дженифър Саймън
- Адриан Пасдар – Том
- Адам Голдбърг – Питър